# عزيزة (فلم 1954)
عزيزة هو فيلم أبيض وأسود درامي مصري أُنتج عام 1954 من إخراج وسيناريو حسن فوزي، بطولة نعيمة عاكف، عماد حمدي وفريد شوقي. يحكي قصة الراقصة عزيزة ومتاعبها مع البلطجي خليل البونو، وتهديده بإفشاء سر عملها في الملهى الليلي إلى أختها التي تدرس في إحدى المدارس الداخلية.

## قصة الفيلم
عزيزة (نعيمة عاكف) تعمل راقصةً ومغنيةً في إحدى المقاهي الشعبية. تقوم الإنفاق على أختها زينب (نعيمة عاكف) التي تدرس في مدرسة في حلوان، دون أن تعلم زينب حقيقة عمل أختها. تعاني عزيزة من البلطجي خليل البونو (فريد شوقي)، مثل باقي سكان الحارة. لكنها أكثر من يعاني من تهديداته واغتصابه لأموالها.
يأتي إلى الحارة الشاويش حسن (عماد حمدي)، وهو يتصدّى بشكل مستمر للبونو وسلوكه العدواني. يلتقي حسن بعزيزة ويعجبان بعضهما البعض، ويعرض على عزيزة أن تتوب وتترك العمل في المقهى، ويتزوجها. توافق عزيزة على الزواج ولكن بعد الاطمئنان على مستقبل أختها.
يعلم خليل البونو بقصة زينب أخت عزيزة. ولذلك يواصل ابتزازه لها، وإلاّ فضح سرّها لدى أختها. لكن الشرطة تقوم بسجنه لارتكابه الجرائم.
وفي المقابل تقوم مديرة المدرسة التي تدرس بها زينب (زينب صدقي) بخطبة زينب لحفيدها منير مهندس الري الذي يعمل في السودان وعاد إلى مصر من إجازة من الشغل (شكري سرحان)، وتوافق عزيزة على الزواج. تستعد عزيزة للزواج من حسن، لكن خليل البونو يهرب من السجن ويهجم على عزيزة في بيتها، تقاومه عزيزة، ويُقتل كلّ منهما في المشاجرة.

## طاقم الممثلين
- نعيمة عاكف في دور الراقصة عزبزة
  - مثلت أيضا دور أختها زينب عبد الحميد التي تدرس في المدرسة الداخلية.
- عماد حمدي في دور الشاويش حسن
- فريد شوقي في دور البلطجي خليل البونو
- زينب صدقي في دور ناظرة المدرسة الداخلية
- زينات صدقي في دور المعلمة توحيدة صاحبة الملهي الليلي
- سعيد أبو بكر في دور الواد سلامة عامل خدمة في صالة الملهي الليلي
- شكري سرحان في دور المهندس منير حفيد ناظرة المدرسة الداخلية
- عبد الغني النجدي في دور العمدة شخص يرتاد الملهي الليلي
- ثريا فخري في دور أم الشاويش حسن
- منير الفنجري في دور صديق البلطجي خليل البونو
- بترو طنوس في دور صديق البلطجي خليل البونو
- عبد المنعم بسيوني في دور عسكري الشرطة
- محمد شوقي في دور شخص يرتاد الملهي الليلي

## أغاني الفيلم
أغاني الفيلم من تأليف حسن توفيق، ومصطفى عبد الرحمن، وأنور نافع، وتلحين أحمد صدقي، وعلي فراج، ومحمود الشريف، وأحمد صبرة.
كما يظهر الشيخ محمد الفيومي في جزء من الفيلم بإبتهالات والمديح النبوي في مشهد المولد في الحارة.

## مقطوعة عزيزة
في الفيلم ترقص نعيمة عاكف على أنغام مقطوعة عزيزة، التي ألفها الموسيقار محمد عبد الوهاب. وقد حققت المقطوعة نجاحاً، إذ أُعيد استخدامها أكثر من مرة، حيث رقصت على أنغامها الراقصة هيرمين في فيلم عريس مراتي، كما رقصت على أنغامها نبيلة عبيد في فيلم أبناء وقتلة.[بحاجة لمصدر]
كما أن هناك فنانة لبنانية شابة اسمها عزيزة اتخذت من اسمها الفني من اسم المقطوعة.

## وصلات خارجية
- عزيزة على موقع IMDb (الإنجليزية)
- عزيزة على موقع الدهليز
- عزيزة على موقع قاعدة بيانات الأفلام العربية
- عزيزة على موقع قاعدة بيانات الفيلم (الإنجليزية)
- عزيزة على موقع ليتربوكسد (الإنجليزية)
- عزيزة على موقع كينوبويسك (الروسية)